# EWE (Versorgungsunternehmen)
Die EWE Aktiengesellschaft (ehemals Energieversorgung Weser-Ems) ist ein Versorgungsunternehmen im Bereich Strom, Erdgas, Telekommunikation und Informationstechnologie. Die als deutsche Aktiengesellschaft organisierte EWE zählt zu den großen Energieversorgungsunternehmen in Deutschland.

## Unternehmensprofil

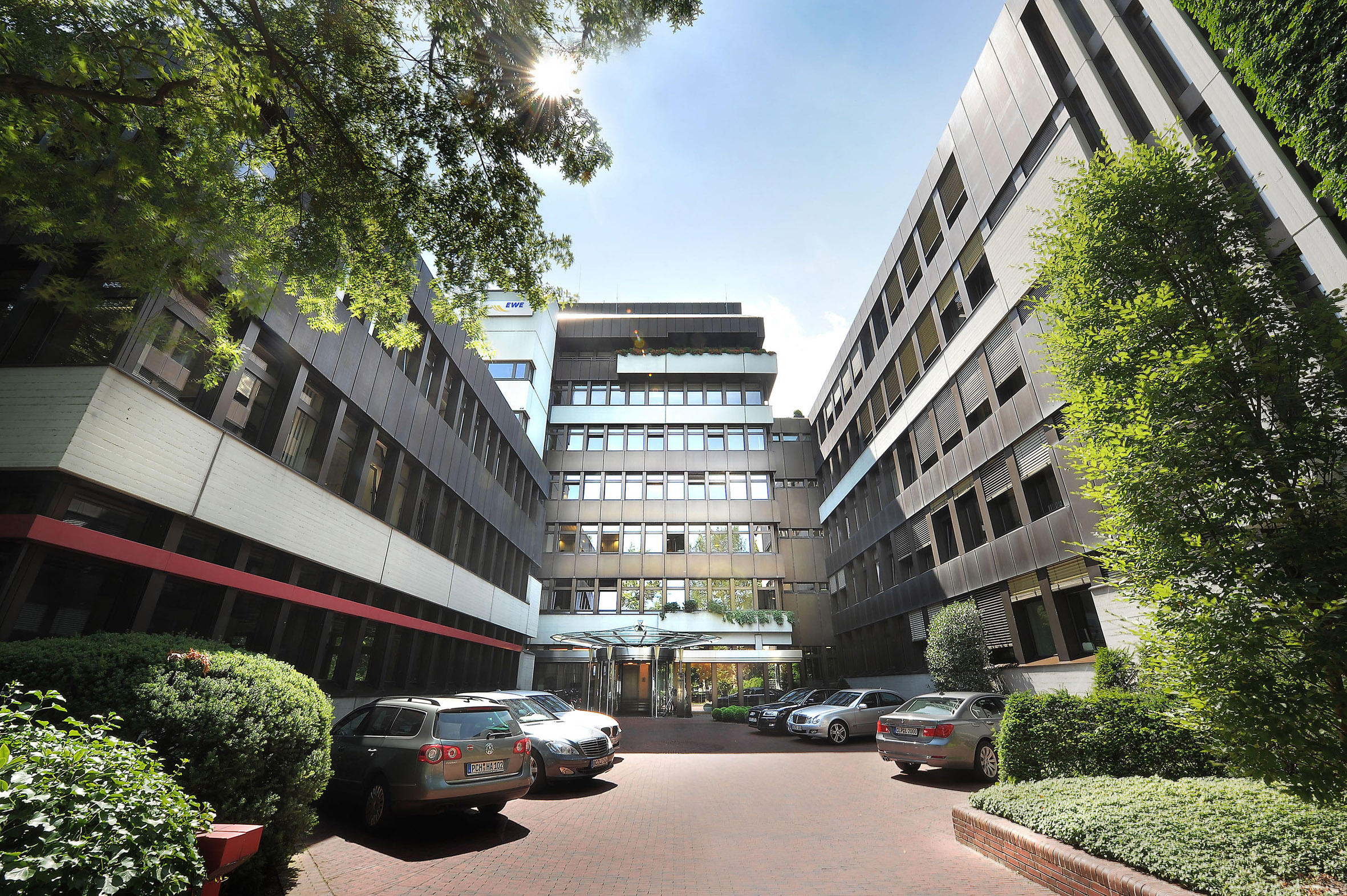
EWE Hauptverwaltung Oldenburg

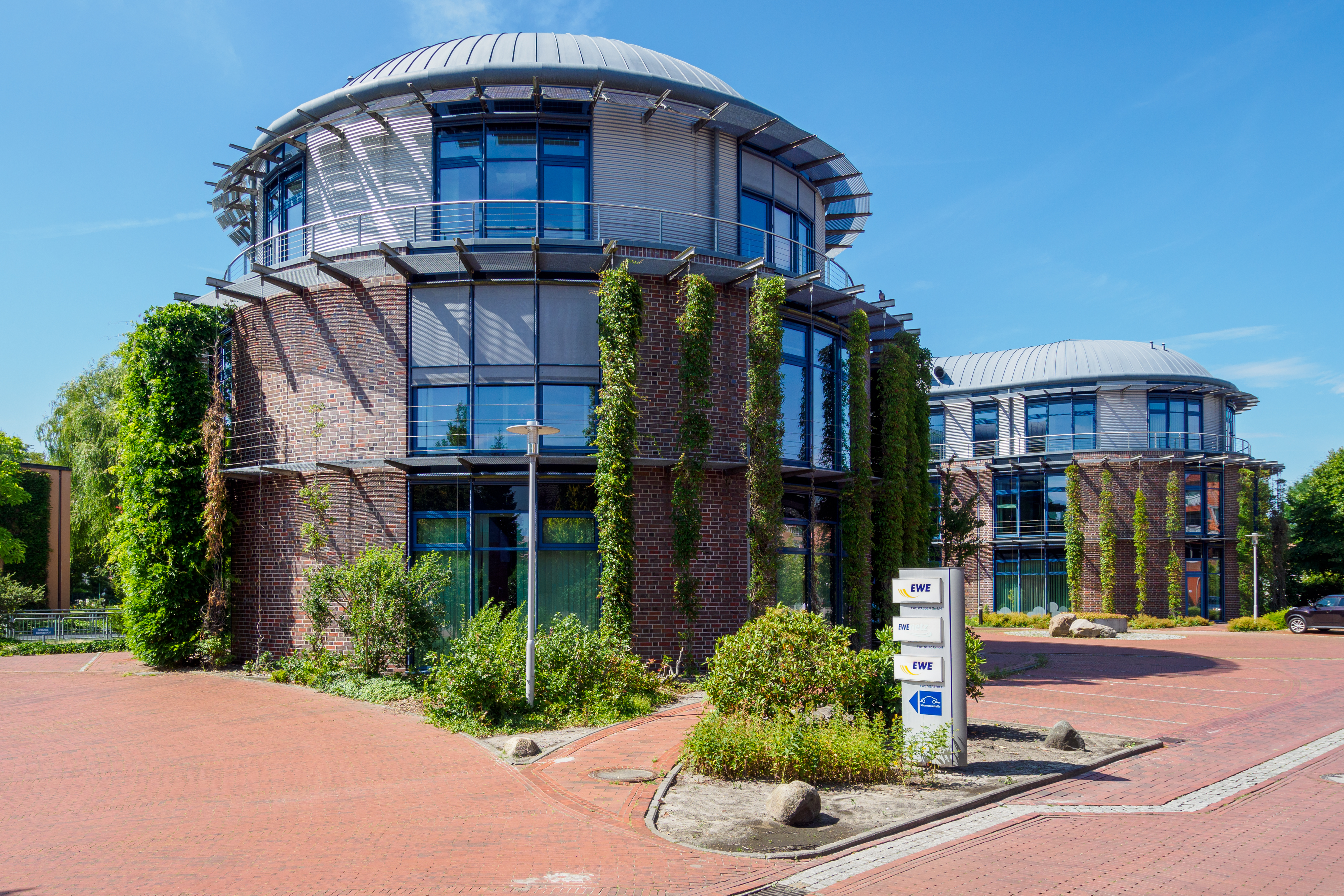
EWE in Westerstede

EWE ist als Energieversorger in der Ems-Weser-Elbe-Region, in Bremen, Brandenburg, auf der Ostseeinsel Rügen und in Westpolen tätig. Der Unternehmenssitz befindet sich in Oldenburg (Oldb). In den deutschen Stammgebieten hatte die EWE vor der Liberalisierung der Energiemärkte das Monopol und besitzt daher auch heute noch einen sehr hohen Marktanteil. Sie ist zu 26 Prozent an der Oldenburger Busgesellschaft Verkehr und Wasser GmbH (VWG) beteiligt.
EWE Vertrieb ist als 100-prozentiges Tochterunternehmen der Strom- und Erdgasanbieter zwischen Ems und Elbe, in Brandenburg und auf Rügen. EWE TEL, auch 100-prozentiges Tochterunternehmen, bietet seit September 1996 Telekommunikations-Dienstleistungen in weitgehend denselben Regionen an. EWE Netz betreibt Strom-, Erdgas- und Telekommunikationsnetze im Nordwesten Deutschlands und in Teilen Brandenburgs. An der ehemals 100-prozentigen EWE-Tochter sind inzwischen Städte und Gemeinden aus Nordwestdeutschland mit 3,1 Prozent beteiligt.
EWE Gasspeicher, ebenfalls eine 100-prozentige Tochter der EWE, ist als Energiedienstleister im Bereich der Erdgasspeicher tätig.
Die Energiehandelstätigkeiten der EWE werden über die 2012 gegründete 100-prozentigen Tochter EWE Trading GmbH abgewickelt.
Die Gastransport Nord (GTG), eine 100-prozentige Tochter, wurde im März 2012 als unabhängiger Fernleitungsnetzbetreiber des L-Gasfernleitungsnetzes im EWE-Konzern gegründet. In Bremen ist EWE mit der Tochter swb vertreten, an der das Unternehmen alle Aktien bis auf eine hält, die bei der Stadt Bremen verbleibt. Mit der 100-prozentigen Tochter BTC AG bietet EWE IT-Dienstleistungen und Software an.

## Unternehmensgeschichte

### 1930 bis 1999
Im Jahr 1930 wurde die neu gegründete Oldenburgische Stromversorgungs AG (Oldag) mit der Weser-Ems-Stromversorgungs AG (Wesag) zur Stromversorgungs AG Oldenburg-Ostfriesland (Strosag) zusammengeschlossen. Damit war der Grundstein für die EWE gelegt, und somit wird das Jahr 1930 als Geburtsjahr der EWE angesehen.
1943 wurden die Strosag und der „Landeselektrizitätsverband Oldenburg (LEV)“ unter dem Namen „Energieversorgung Weser-Ems. Aktiengesellschaft (EWE)“ zusammengeschlossen.
Ein weiterer großer Meilenstein war 1959 die Erdgasversorgung in Oldenburg, das damit die erste mit Erdgas versorgte Großstadt Deutschlands wurde.
Die EWE erreichte 1986 eine Stromkundenzahl von 500.000 und erschloss zwei weitere Jahre später das Geschäftsfeld der Abfallwirtschaft.
Der Aufbau einer Erdgasversorgung im östlichen Teil Brandenburgs erfolgte ab 1990.
1992 erfolgte die Namensänderung in EWE Aktiengesellschaft.
Im Jahr 1996 wurde schließlich die Telekommunikationstochter EWE TEL GmbH gegründet.
1998 fusionierte die EWE mit dem Regionalversorger Überlandwerk Nord-Hannover AG.
Die Geschäftsfelder der Gebäudesicherheit „Gebäude Sicherheit Nord GmbH“ (GSN) und Grundstückserschließung (EWE UDG) wurden 1999 erschlossen. Bei der GSN handelt es sich um ein Joint-Venture-Unternehmen, das zusammen mit der Öffentlichen Landesbrandkasse gegründet wurde, jedoch komplett eigenständig agiert. Gleichzeitig wurde mit dem Aufbau eines Versorgungsnetzes in Polen begonnen.

### Ab 2000

Altes Logo

Mit Gründung der EASY Plus GmbH und der Business Technology Consulting AG stieg EWE in die IT-Branche ein.
2001 wurde der Telekommunikationsdienstleister nordCom GmbH übernommen und die EWE Stiftung gegründet.
Im Jahr danach folgte, neben dem kompletten Erwerb des Bremer Telekommunikationsunternehmens BREKOM und der Stadtwerke Bremervörde, eine Beteiligung von 74,95 % an dem Telekommunikationsdienstleister osnatel GmbH in Osnabrück und eine Beteiligung von 10 % an den Stadtwerken Frankfurt/Oder.
2003 erwarb die EWE 47,9 % der Anteile an der VNG – Verbundnetz Gas AG, einem Gashandelsunternehmen mit Sitz in Leipzig, die E.ON im Rahmen der Erfüllung der Auflagen für die Ministererlaubnis zum Kauf der E.ON Ruhrgas verkaufen musste. Rechtsgültig wurde dieser Erwerb zum Januar 2004. Gleichzeitig erwarben die kommunalen Mehrheitseigentümer die nicht in ihrem Besitz befindlichen 27,4 % der EWE-Anteile von E.ON durch Ausübung des vorhandenen Vorerwerbsrechtes, die auch im Rahmen der oben erwähnten Ministererlaubnis von E.ON verkauft werden mussten. Damit gehörte die EWE vorübergehend komplett den Städten und Landkreisen der Ems-Weser-Elbe-Region. Außerdem erfolgten noch die Beteiligung an den Stadtwerken Cuxhaven (74,9 %) und an dem Regionalversorger Stadtwerke Bremen (SWB) (32,36 %). 2004 sah dann die Erhöhung der Beteiligung an der SWB auf 49 % sowie den Erwerb von 50 % der Anteile an der Telefongesellschaft HTP in Hannover.
2006 wurden eine Mehrheit von 51 % an dem Telekommunikationsanbieter Teleos GmbH & Co. KG in Herford sowie die noch verbleibenden Anteile an den Stadtwerken Cuxhaven erworben. Außerdem schlossen sich die EWE-Anteilseigner, vier Städte und 17 Landkreise aus der Ems-Weser-Elbe-Region, zum 1. November zu einem gemeinsamen Zweckverband, dem Ems-Weser-Elbe Versorgungs- und Entsorgungsverband, zusammen.
2007 beteiligte sich EWE mit 39,9 % am regionalen türkischen Erdgasversorger Bursagaz A.S. mit Sitz in Bursa und erwarb alle Geschäftsanteile des Telekommunikationsunternehmens BCC Business Communication Company GmbH mit Sitz in Wolfsburg. 2008 erhöhte die EWE AG ihre Anteile an den türkischen Versorgern Bursagaz A.S. und Kayseri Dogalgaz A.S. von jeweils 39,9 % auf 80 %. Die restlichen 20 % der beiden Unternehmen gehören jeweils zu 10 % der türkischen Çalik Holding und zu je 10 % den Kommunen Bursa und Kayseri.
Am 26. August 2008 fusionierten EWE TEL und die „Teleos GmbH & Co. KG“ mit Sitz in Herford zu einem Unternehmen. Rückwirkend zum 1. Januar 2008 wurden die beiden regionalen Telekommunikationsunternehmen zusammengeführt und firmieren seither als „EWE TEL GmbH“. Teleos wurde als Marke der EWE TEL GmbH zunächst fortgeführt.
Seit dem 1. Juni 2011 werden die Leistungen im Raum Ostwestfalen-Lippe unter der Marke EWE angeboten.
Im Jahre 2009 erwarb EWE TEL die Mehrheit an der „Martens Antennen- und Kabelanlagen-Gesellschaft mbH“, einem regionalen Kabelnetzbetreiber in Hamburg und Umgebung mit eigenem Glasfasernetz. Martens wurde im Juni 2011 an die ACN Telekabel Holding GmbH verkauft.
Die osnatel GmbH gehört seit Januar 2009 zu 100 % EWE TEL und wurde im Juni 2009 rückwirkend zum Januar 2009 mit der EWE TEL GmbH verschmolzen.
Im Juni 2009 gab EWE bekannt, dass sie die restlichen 51 % an der SWB erwirbt; EWE hält somit fortan 100 % an SWB, eine Aktie verbleibt bei der Freien Hansestadt Bremen. Im Juli 2009 beteiligte sich EnBW mit 26 % am Kapital der EWE; der Einstieg erfolgte in Form eines Aktienkaufes und einer Kapitalerhöhung.
Seit Juni 2011 bietet die EWE TEL GmbH ihre Produkte unter der Marke EWE an.
2015 kündigte EWE an, seine VNG-Anteile, die das Unternehmen zuvor auf 74,2 Prozent aufgestockt hatte, an EnBW zu verkaufen und im Gegenzug die Anteile, die EnBW an EWE hält, zurückzukaufen. Ebenfalls 2015 stieg die EWE AG mit 90 % beim Onlineshop Grünspar GmbH in Münster ein. Im Oktober 2016 hat das Unternehmen eine neue Konzernstrategie vorgestellt, um bis 2026 das führende Energieunternehmen für Deutschlands Norden zu sein und um weiter profitabel am Markt agieren zu können.
Im Oktober 2018 gab EWE bekannt, dass die Grünspar GmbH liquidiert wird.
Der geplante Verkauf der Beteiligungen in der Türkei – und damit der Rückzug von diesem Markt – an die türkische Tochter von Socar wurde am 30. Januar 2019 bekannt gegeben. Mitte 2019 wurde dieser abgeschlossen. Im Dezember 2019 informierte EWE, dass 26 % der Anteile des EWE-Konzerns an den Investor Ardian verkauft werden.
Mit Pressemitteilung vom 30. November gab EWE den Verkauf der Tochter EWE Offshore Service & Solutions GmbH (EWE OSS) an den französischen Baukonzern Vinci (Omexom Renewable Energies Offshore GmbH) bekannt. Am 4. Dezember 2020 gab EWE die Übernahme der Gesellschaft Fresh Energy aus Berlin bekannt, um damit das eigene Digitalangebot BEENERA zu unterstützen.
2021 gründeten EWE und Aloys Wobben Stiftung ein Gemeinschaftsunternehmen für die Projektierung und den Betrieb von Onshore-Windenergieprojekten. Die Gesellschafter haben in die Alterric GmbH mit rund 300 Beschäftigten die Bestandswindparks und Onshore-Projekte von Enercon und EWE eingebracht.
Im November 2024 gab das Unternehmen bekannt, dass alle Geschäftstätigkeiten der EWE in Polen an das private Energieunternehmen Eesti Gaas verkauft werden sollen.

#### EWE Go

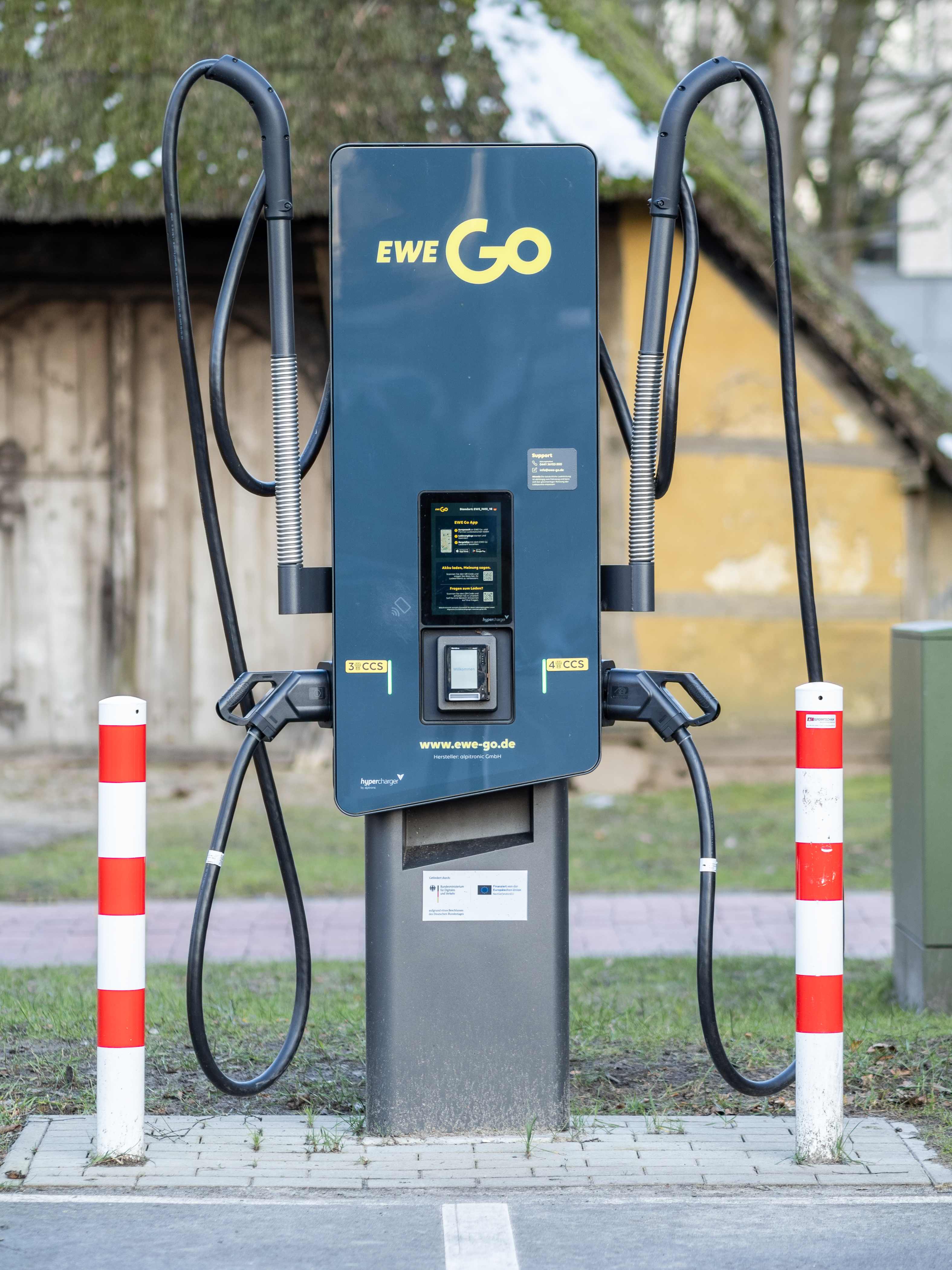
EWE-Go-Ladestation in Bad Zwischenahn.

EWE Go, eine hundertprozentige Tochter, bietet Dienste rund um die Elektromobilität, sie ist einer der größten Betreiber öffentlicher Ladeinfrastruktur mit Marktführerschaft im Nordwesten Deutschlands und über 2.000 Ladepunkten bundesweit. Darunter befinden sich 1000 Ladesäulen bei McDonald’s.
2023 gewann EWE gemeinsam mit seinem Partner Hochtief je ein Regionallos in den Regionen Nordwest und West bei der Ausschreibung des Deutschlandnetzes.

## Gesellschafter
Die Eigentümerstruktur an der EWE AG stellt sich wie folgt dar:
- EWE-Verband mit 74 %, davon
  - Weser-Ems-Energiebeteiligungen GmbH 59 %
  - Energieverband Elbe-Weser Beteiligungsholding GmbH 15 %
- Ardian mit 26 %.

Zum 20. April 2016 wurden die Anteile an der EWE zu 64 % von der Weser-Ems Energiebeteiligungen GmbH, Oldenburg und zu 20 % von der Energieverband Elbe-Weser Beteiligungsholding GmbH, Oldenburg gehalten; beide Gesellschaften werden letztlich von öffentlich-rechtlichen Körperschaften des Versorgungsgebietes der EWE kontrolliert. 6 % hielt die EnBW Energie Baden-Württemberg, trennte sich von diesem Anteil aber bis 2019. EWE selbst hielt 10 %. Ab 2017 wurde ein neuer strategischer Partner gesucht.
Im Dezember 2019 wurde bekannt gegeben, dass zukünftig die französische Private-Equity-Beteiligungsgesellschaft Ardian 26 % der Anteile an der EWE halten soll.
Nach der Genehmigung durch das Bundeskartellamt Ende Dezember 2019 wurde die Transaktion am 28. Februar 2020 vollzogen.
Im Januar 2020 hat die EWE mit der Telekom die Glasfaser NordWest GmbH & Co. KG gegründet um den Glasfaserausbau im Nordwesten strategisch voranzutreiben.

## Sonstiges

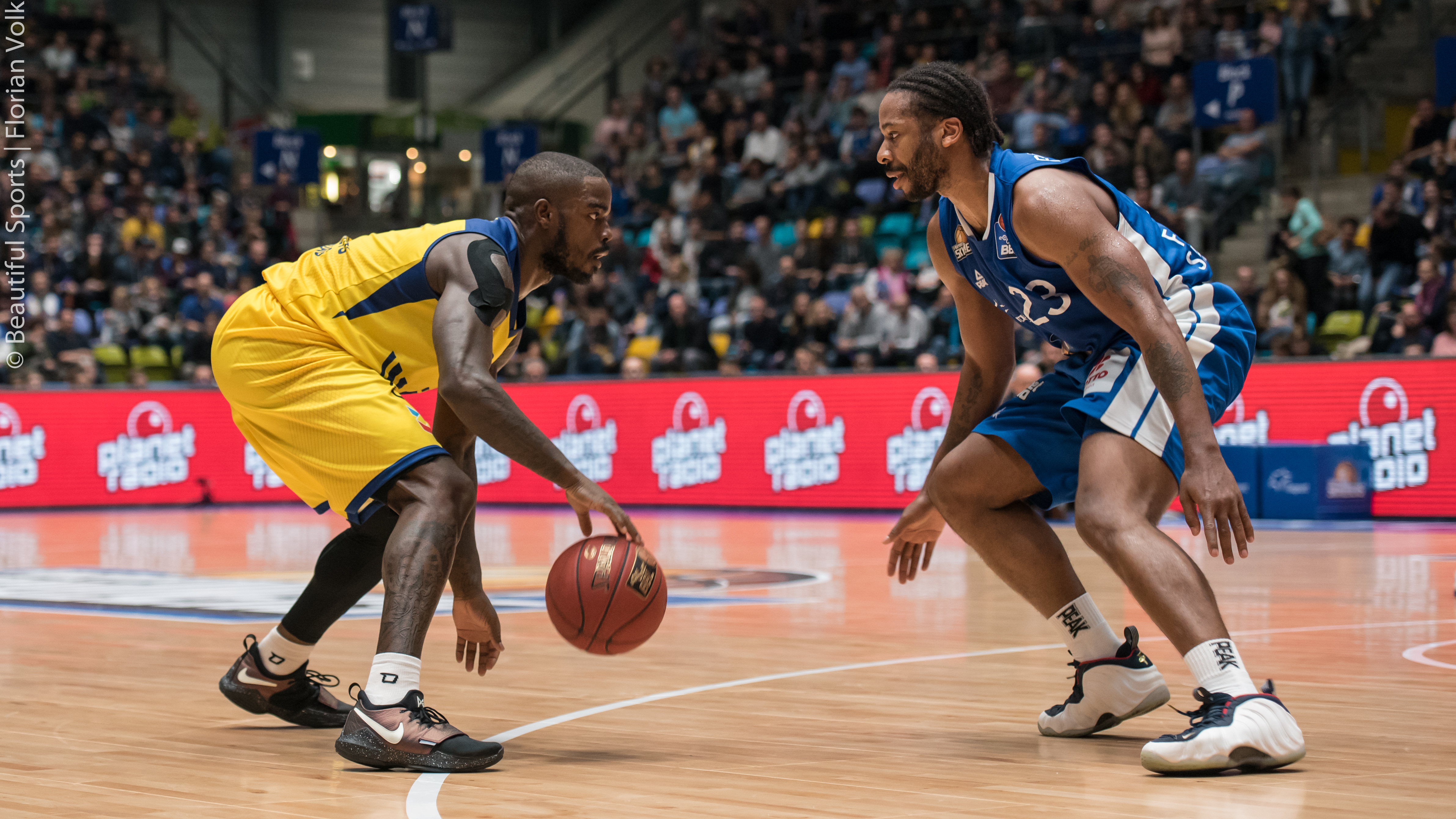
EWE Baskets in der EWE Arena

### Sponsorentätigkeit
- Die EWE ist TOP-Sponsor des SV Werder Bremen.[29]
- Die EWE ist Namenssponsor der EWE Baskets Oldenburg, eines Basketballvereins aus der BBL.
- Die EWE ist Namensgeber der EWE Arena, einer Mehrzweckarena in Oldenburg (Oldb).
- Die EWE organisiert jährlich den EWE-Cup mit dem Endspiel im Weserstadion in Bremen.[30]

### Kritik im Rahmen von Sponsoring / Verdacht auf Korruption
Im September 2011 geriet EWE in die Kritik wegen des Sponsorings des Präventionsprogramms „Sign“ an niedersächsischen Schulen; Ausgaben in Millionenhöhe seien über mehrere Jahre nicht ausreichend kontrolliert worden. Wenig später wurde dem damaligen Vorstandschef Werner Brinker vorgeworfen, im Jahr 2002 ein Sponsoring der Landesgartenschau Eberswalde mit der Übernahme von Anteilen an den dortigen Stadtwerken verknüpft zu haben. Die Staatsanwaltschaft Neuruppin hatte wegen Vorteilsgewährung gegen Brinker und ein weiteres Vorstandsmitglied ermittelt, die Ermittlungen aber gegen eine Unternehmensgeldbuße in Höhe von 400.000 Euro eingestellt. Im Oktober 2011 kam heraus, dass über die Geldbuße nicht der gesamte Aufsichtsrat der EWE informiert worden war. Brinker und der damalige Vorsitzende des Aufsichtsrats, Günther Boekhoff, nannten das „aus heutiger Sicht“ einen Fehler.
Im November 2016 gab die EWE bekannt, ihr Sponsoring-Engagement deutlich zu reduzieren.
Anfang Februar 2017 wurde bekannt, dass der Nachfolger Matthias Brückmann, im Oktober 2016 eine Spende in Höhe von 253.000 Euro an die Stiftung von Wladimir und Vitali Klitschko veranlasst hat. Es gibt unterschiedliche Informationen, ob eine Gegenleistung in Form von PR-Terminen von Vitali Klitschko vereinbart wurde oder nicht. Fest steht bis jetzt nur, dass es keine schriftlichen Vereinbarung dazu gibt. Der Vorgang wurde unternehmensintern von der KPMG untersucht. Am 3. Februar 2017 informierte Brückmann die Öffentlichkeit, dass er den Spendenbetrag nun privat übernehmen werde. Unter anderem aufgrund dieser Spende wurde Brückmann 2022 vom Landgericht Oldenburg aufgrund von Untreue sowie besonders schwerer Untreue zu einer Haftstrafe von zehn Monaten auf Bewährung verurteilt und ihm die Zahlung von 18.000 Euro an eine gemeinnützige Einrichtung auferlegt. Brückmanns Revision hat der Bundesgerichtshof durch Beschluss vom 14. Dezember 2022 verworfen, die Verurteilung ist rechtskräftig.
Am 7. Februar 2017 hat das EWE-Aufsichtsratspräsidium dem Kontrollgremium einstimmig empfohlen, Brückmann als Vorstand abzuberufen. Am 22. Februar 2017 hat der Aufsichtsrat der EWE AG einstimmig die fristlose Entlassung von Brückmann beschlossen.
Im Zusammenhang mit der öffentlichen Diskussion um potentielle Nachfolger für vakante Positionen im Vorstand wurden Vorwürfe laut, dass verantwortlichen Aufsichtsratsvertretern der Politik im Vorfeld umfangreiche Gefälligkeiten erwiesen worden seien. Weiter wurden Anfang 2017 im Handelsblatt Vorwürfe öffentlich, dass vielfach Aufträge im Netzbereich nur gegen persönliche Vorteilsgewährung von Führungskräften vergeben worden seien. EWE hat diese Vorwürfe nach eigenen Angaben mit externer Unterstützung von KPMG prüfen lassen. Das Ergebnis dieser Prüfung hat der Aufsichtsratsvorsitzende der EWE, Bernhard Bramlage, im September 2017 mitgeteilt: „Die erhobenen Korruptionsvorwürfe (...) haben sich nicht bestätigt – ebenso wie ein Großteil der weiteren im Raum stehenden Vorwürfe. Sie waren schlicht und einfach haltlos.“
Am 20. Januar 2023 verurteilte das Landgericht Oldenburg die EWE AG zur Herausgabe umfangreicher Angaben zu ihrer Spenden- und Sponsoringtätigkeit seit 2014. Der taz-Journalist Felix Zimmermann hatte gegen das Unternehmen geklagt, nachdem es die Auskünfte abgelehnt hatte. Das Landgericht Oldenburg urteilte, die EWE AG sei auskunftspflichtig, da sie sich überwiegend in öffentlich-rechtlicher Trägerschaft befinde und somit wie eine Behörde behandelt werden müsse.